# Dacus notalaxus
Dacus notalaxus är en tvåvingeart som beskrevs av Munro 1984. Dacus notalaxus ingår i släktet Dacus och familjen borrflugor.
Artens utbredningsområde är Uganda. Inga underarter finns listade i Catalogue of Life.